# 那古野
- 日本 > 愛知県 > 名古屋市 > 中村区 > 那古野
- 日本 > 愛知県 > 名古屋市 > 西区 > 那古野

那古野（なごの、なごや）は、愛知県名古屋市中村区および西区にある町名。現行行政地名は那古野一丁目および二丁目。住居表示実施区域。
「那古野」は「名古屋」の古表記で、古来から「なごや」と読むのが通例であるが、現行の行政地名には「なごの」という読みが制定されている。

## 概要
名古屋市西区の南東端、中村区の北東端に位置する。
町丁としての「那古野」は、西区那古野一丁目、中村区那古野一丁目、西区那古野二丁目が存在する。これらは後述の通り1977年（昭和52年）・1978年（昭和53年）・1981年（昭和56年）の3回にわたる住居表示実施により、西区志摩町・上畠町・沢井町・橋詰町・替地町の全域と西区那古野町・大船町・五条町・塩町・隅田町・菊井通・千歳町・明道町・裏塩町・新道町の各一部地域、中村区小鳥町・大船町の各一部地域から成立した。町丁名の由来となった那古野町の一部町域は、隣接する西区名駅二丁目・三丁目に組み入れられている。
かつて愛知県愛知郡に存在した那古野村（なごやむら）が、1898年（明治31年）8月22日に名古屋市（なごやし）に編入され、1902年（明治35年）に那古野町（なごのちょう）となった。
名古屋駅からみて北東方向、徒歩圏にあり近い割には比較的静かな街である。名古屋でも屈指の下町であり、食堂、古い民家などが多い。特に堀川沿岸の四間道は1986年（昭和61年）に名古屋市の街並み保存地区に指定され、伊藤家住宅などの歴史的な建造物が残されている。
かつては名古屋市営バスの那古野営業所が置かれていたが、名古屋市交通局旧那古野営業所用地活用事業として再開発され、2009年に名古屋プライムセントラルプロジェクトのオフィス棟「名古屋プライムセントラルタワー」とレジデンス棟「ブリリアタワー名古屋グランスイート」が完成した。

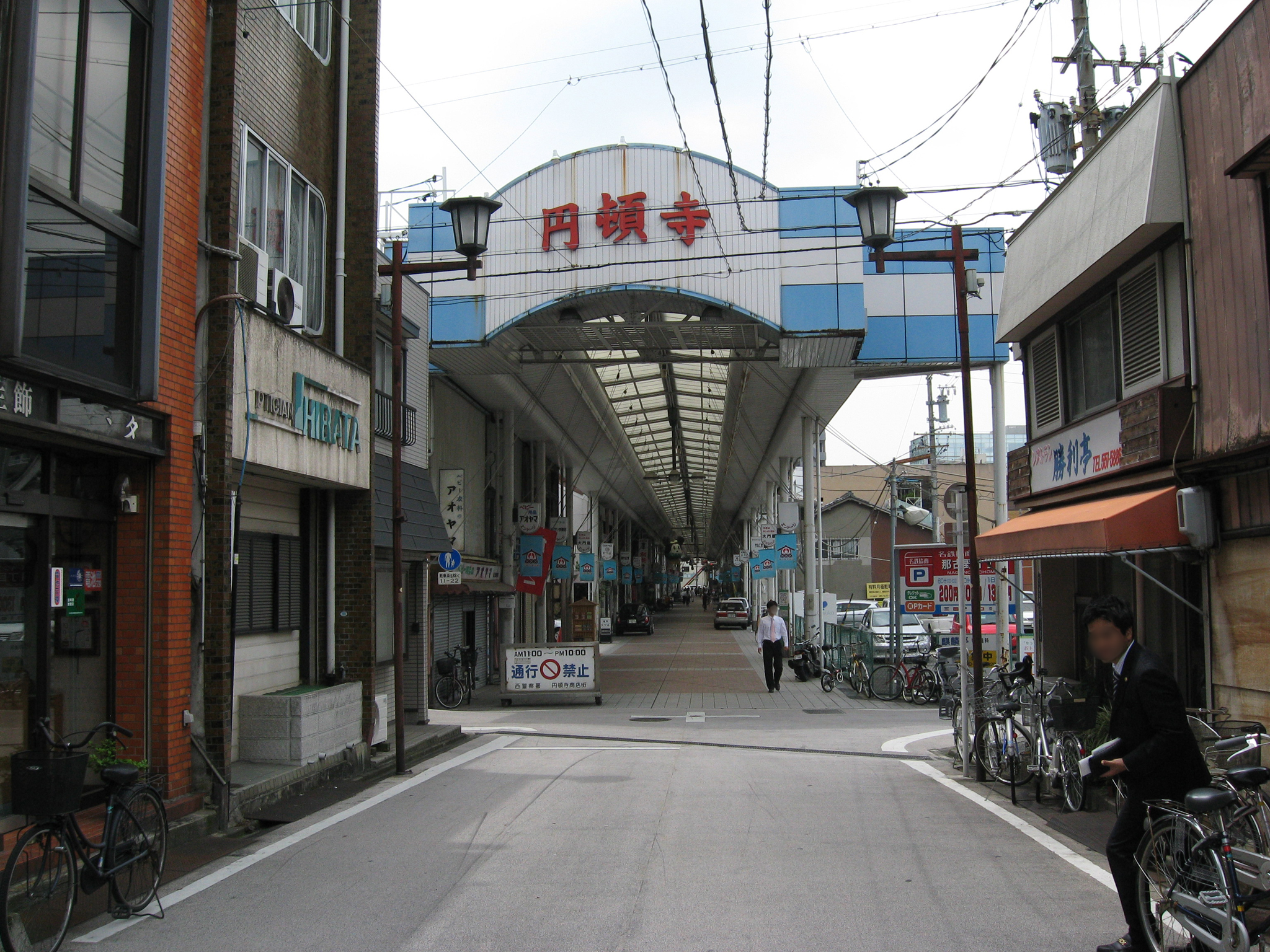
円頓寺商店街（西区那古野一丁目）
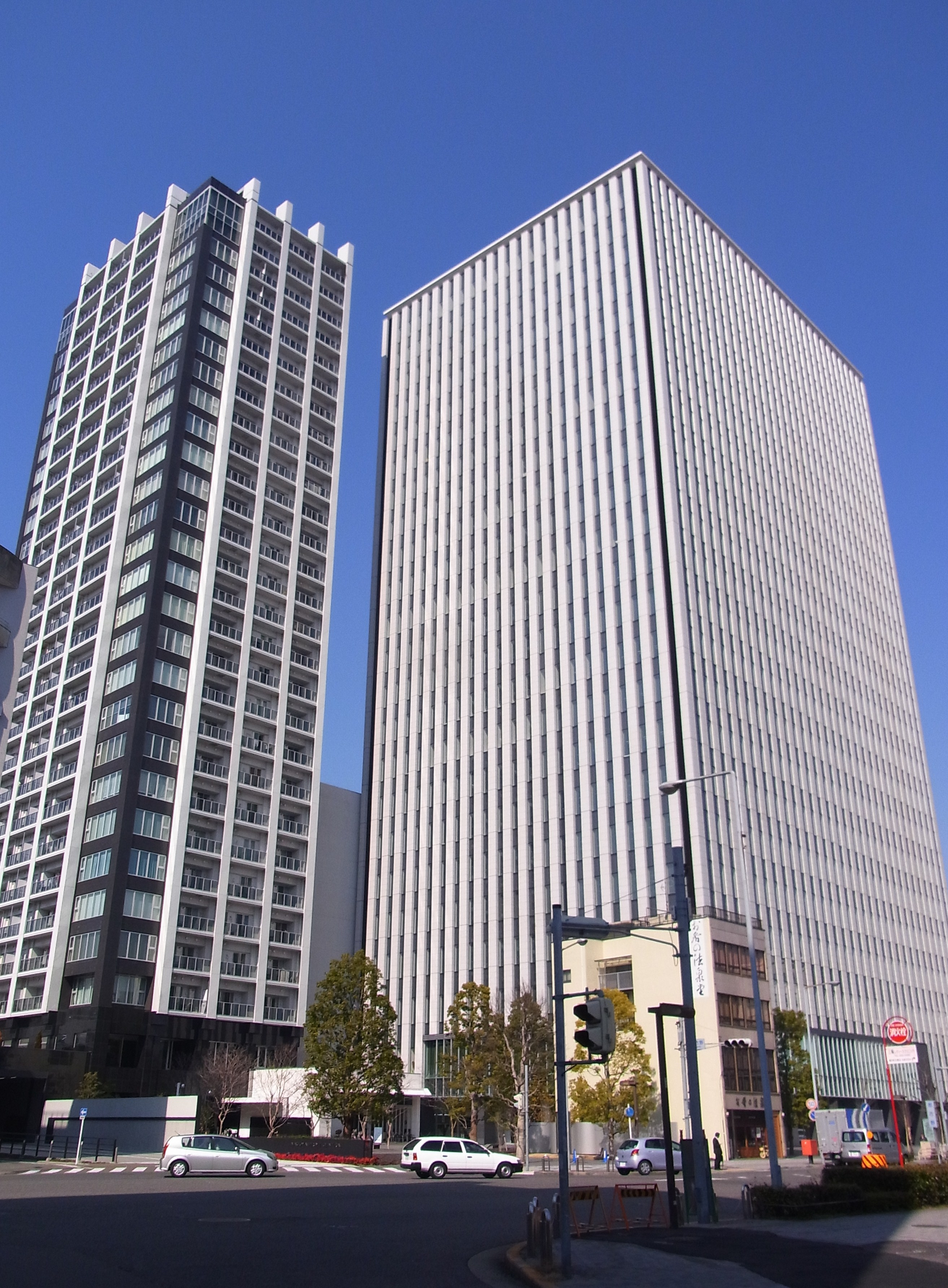
那古野交差点越しに見た名古屋プライムセントラルタワー（右）とブリリアタワー名古屋グランスイート（左）住居表示としては西区名駅二丁目。

## 世帯数と人口
2019年（平成31年）2月1日現在の世帯数と人口は以下の通りである。
| 区     | 丁目         | 世帯数    | 人口    |
| ------ | ------------ | --------- | ------- |
| 中村区 | 那古野一丁目 | 223世帯   | 306人   |
| 中村区 | 中村区 計    | 223世帯   | 306人   |
|        |              |           |         |
| 西区   | 那古野一丁目 | 874世帯   | 1,393人 |
| 西区   | 那古野二丁目 | 756世帯   | 1,327人 |
| 西区   | 西区 計      | 1,630世帯 | 2,720人 |
|        |              |           |         |
| 計     | 計           | 1,853世帯 | 3,026人 |

### 人口の変遷
国勢調査による人口の推移
| 西区 | 中村区 |

|  |  |

|  |  |

|  |  |

|  |  |

## 学区
市立小・中学校に通う場合、学校等は以下の通りとなる。また、公立高等学校に通う場合の学区は以下の通りとなる。
| 区     | 丁目         | 番・番地等 | 小学校                 | 中学校               | 高等学校 |
| ------ | ------------ | ---------- | ---------------------- | -------------------- | -------- |
| 中村区 | 那古野一丁目 | 全域       | 名古屋市立笹島小学校   | 名古屋市立笹島中学校 | 尾張学区 |
| 西区   | 那古野一丁目 | 全域       | 名古屋市立なごや小学校 | 名古屋市立菊井中学校 | 尾張学区 |
| 西区   | 那古野二丁目 | 全域       | 名古屋市立なごや小学校 | 名古屋市立菊井中学校 | 尾張学区 |

## 歴史

### 町名の由来
「那古野」は名古屋の古名の1つであるが、確証のある説はない。『なごやの町名』においては、「浪越」（なみこし）からナゴヤに変化した説や、「饒屋」（にぎや）と呼んでいたのがナゴヤに変化した説が挙げられている。1175年（安元元年）頃、藤原顕頼の子で東大寺別当であった顕恵が開発領主となって那古野荘が開かれた。顕恵は本家職を建春門院に寄進したとみえ、鎌倉時代には建春門院法花堂領とされている。また、駿河の今川氏が尾張東部を領有していた時期の前線基地が那古野城であり、当地は今川氏の庶流で、室町幕府奉公衆もつとめた家格の那古野氏が支配し、尾張守護として斯波氏が任官された後もそのまま残留していた。このため地名として残ったとする説もある。

### 沿革

#### 那古野町
- 1901年（明治34年）4月17日 - 下名古屋の一部より、那古野町が成立[3]。
- 1908年（明治41年）4月1日 - 行政区設置に伴い、西区所属となる[3]。
- 1977年（昭和52年）10月23日 - 一部が西区那古野二丁目・名駅二～三丁目となる[3]。
- 1978年（昭和53年）10月15日 - 残部が西区那古野二丁目・名駅二丁目に編入され廃止[3]。

#### 那古野
- 1977年（昭和52年）10月23日 - 以下の通り、西区那古野一～二丁目および中村区那古野一丁目が成立[3][4]。
  - 西区那古野一丁目 - 西区沢井町の全域および大船町・替地町の各一部
  - 西区那古野二丁目 - 西区志摩町・那古野町・替地町の各一部
  - 中村区那古野一丁目 - 中村区小鳥町・大船町の各一部
- 1978年（昭和53年）10月15日 - 以下の通り、西区那古野一～二丁目の町域を拡張[3]。
  - 西区那古野一丁目 - 西区裏塩町・替地町・五条町・塩町・隅田町・橋詰町の各一部
  - 西区那古野二丁目 - 西区志摩町の全域および上畠町・替地町・菊井通・明道町・新道町・隅田町・千歳町・那古野町・橋詰町の各一部
- 1981年（昭和56年）8月23日 - 西区裏塩町・五条町・塩町・隅田町の各一部を同区那古野一丁目へ、西区上畠町の全域および明道町・菊井通・新道町・隅田町・千歳町の各一部を同区那古野二丁目へ編入[3]。

## 施設

### 那古野一丁目
- カノークス本社（西区）
- ダイコク電機本社（中村区）
- 四間道
  - 伊藤家住宅（西区、県指定文化財）
- 名古屋国際センター（中村区）
  - 国際連合地域開発センター
  - 名古屋国際センターライブラリー
- 圓頓寺（西区）
  - 円頓寺商店街（アーケード商店街）
- 浅間神社
- 専修寺名古屋別院
- 慶栄寺
- 金刀比羅神社

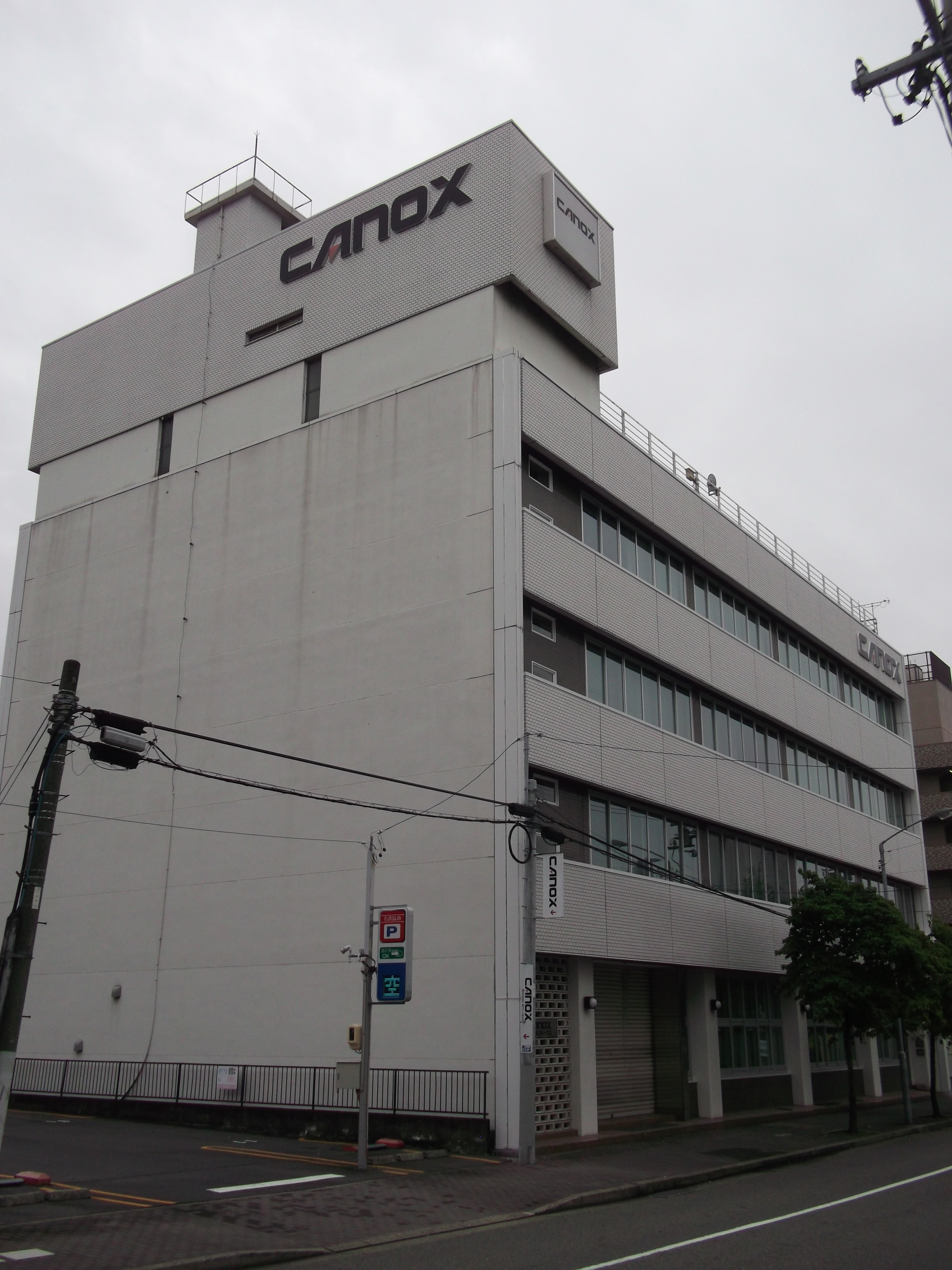
カノークス本社
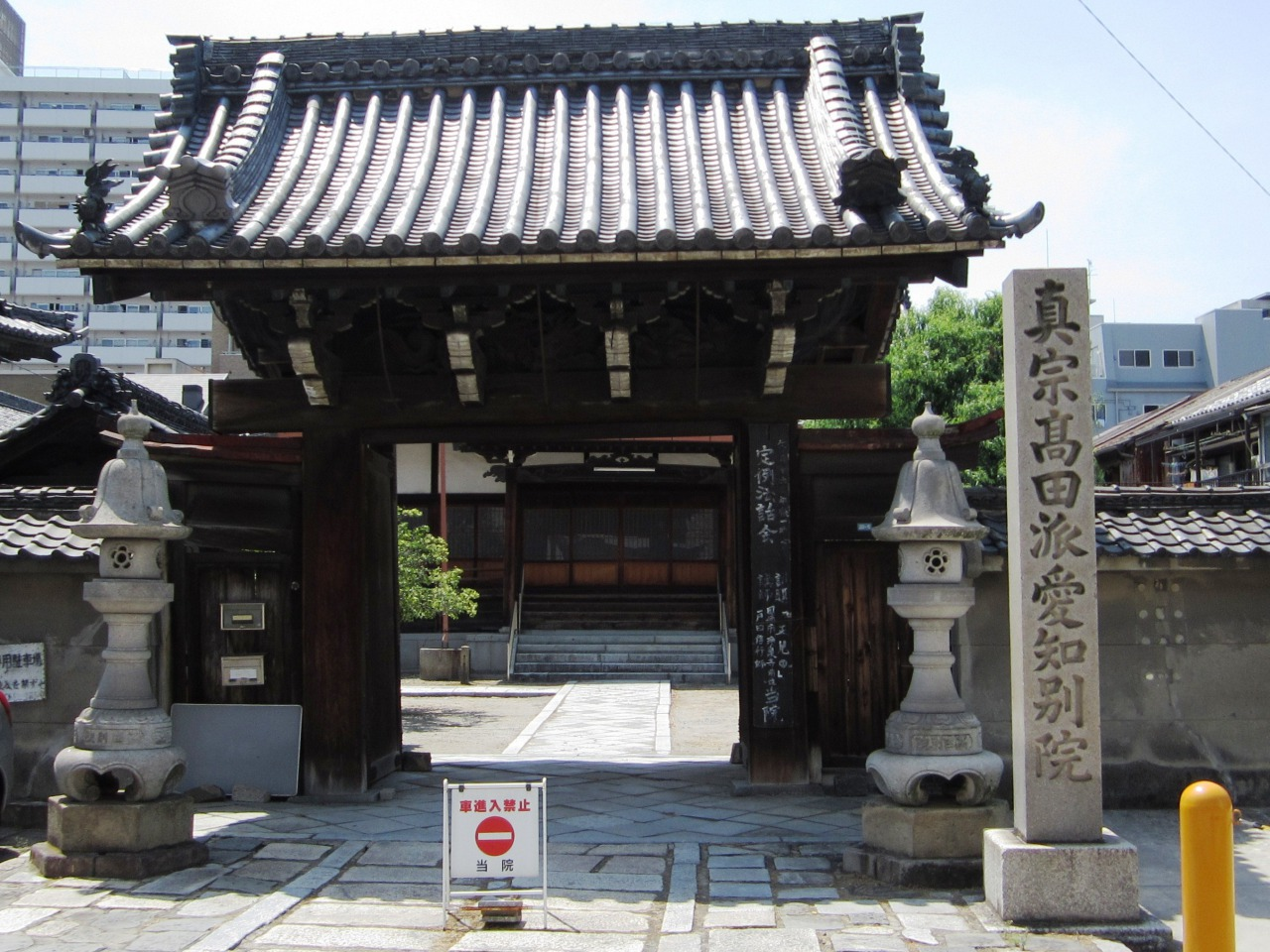
専修寺名古屋別院
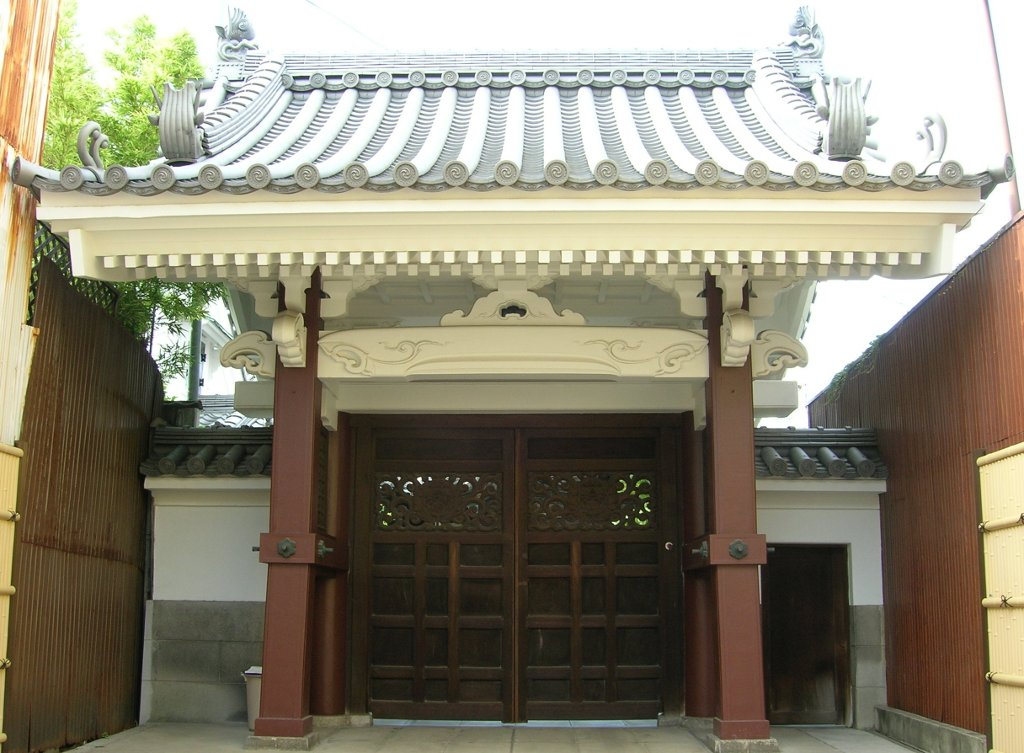
慶栄寺
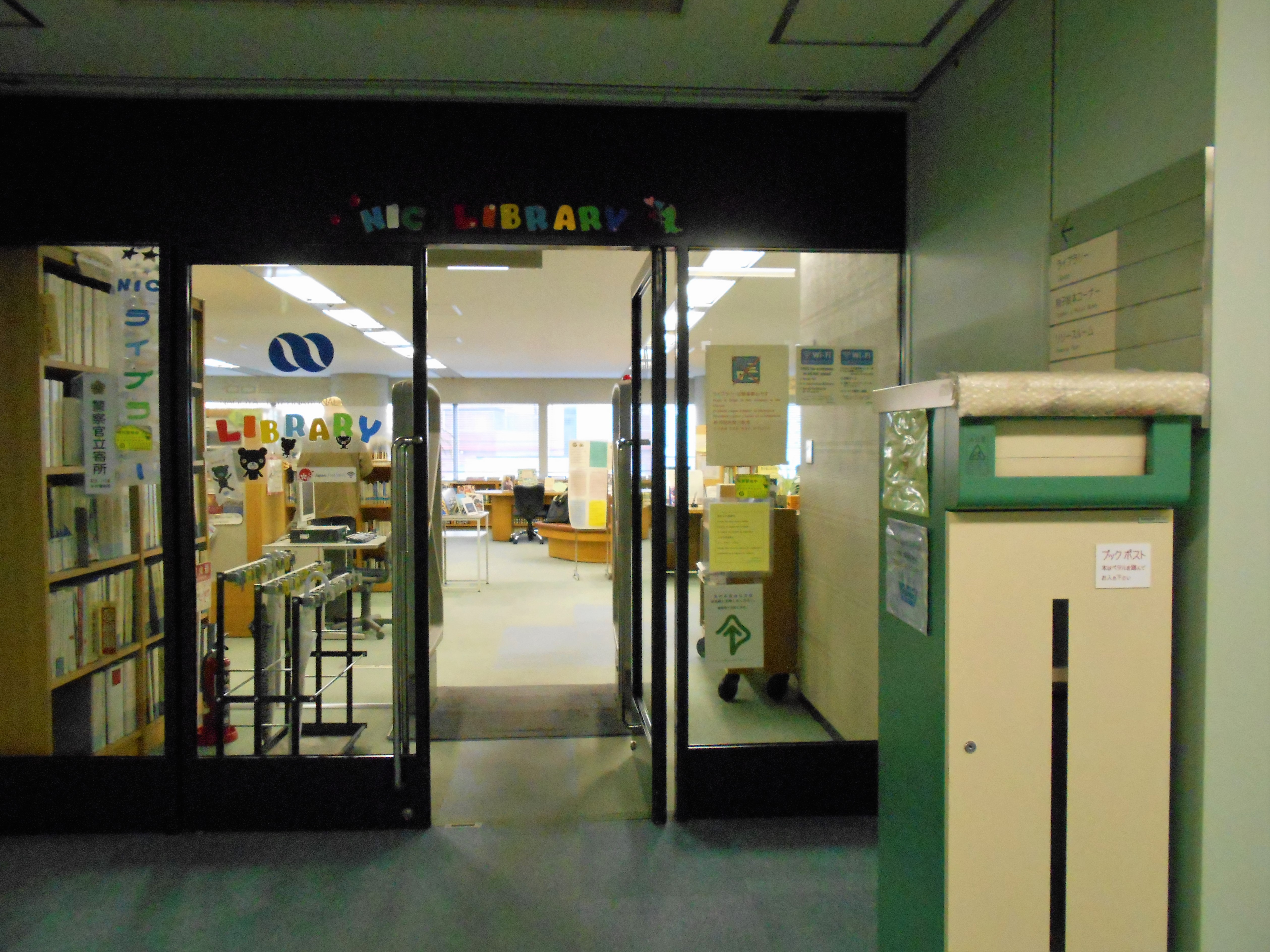
名古屋国際センターライブラリー
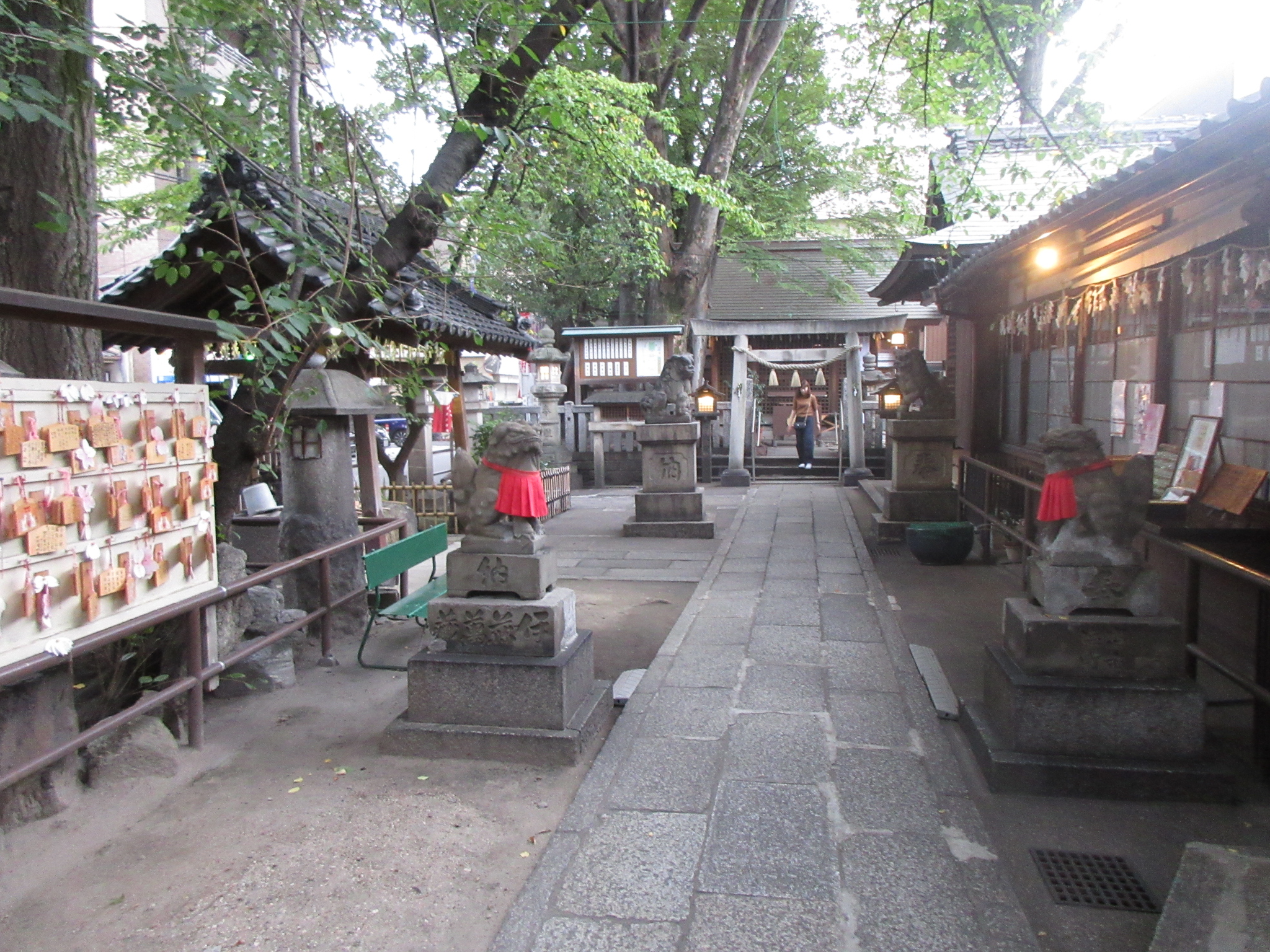
浅間神社

### 那古野二丁目
- 名古屋ビューティーアート専門学校（西区）
- 名古屋市立第三幼稚園（西区）
- 名古屋市特別消防隊第二方面隊（西区）
- なごのキャンパス（西区）

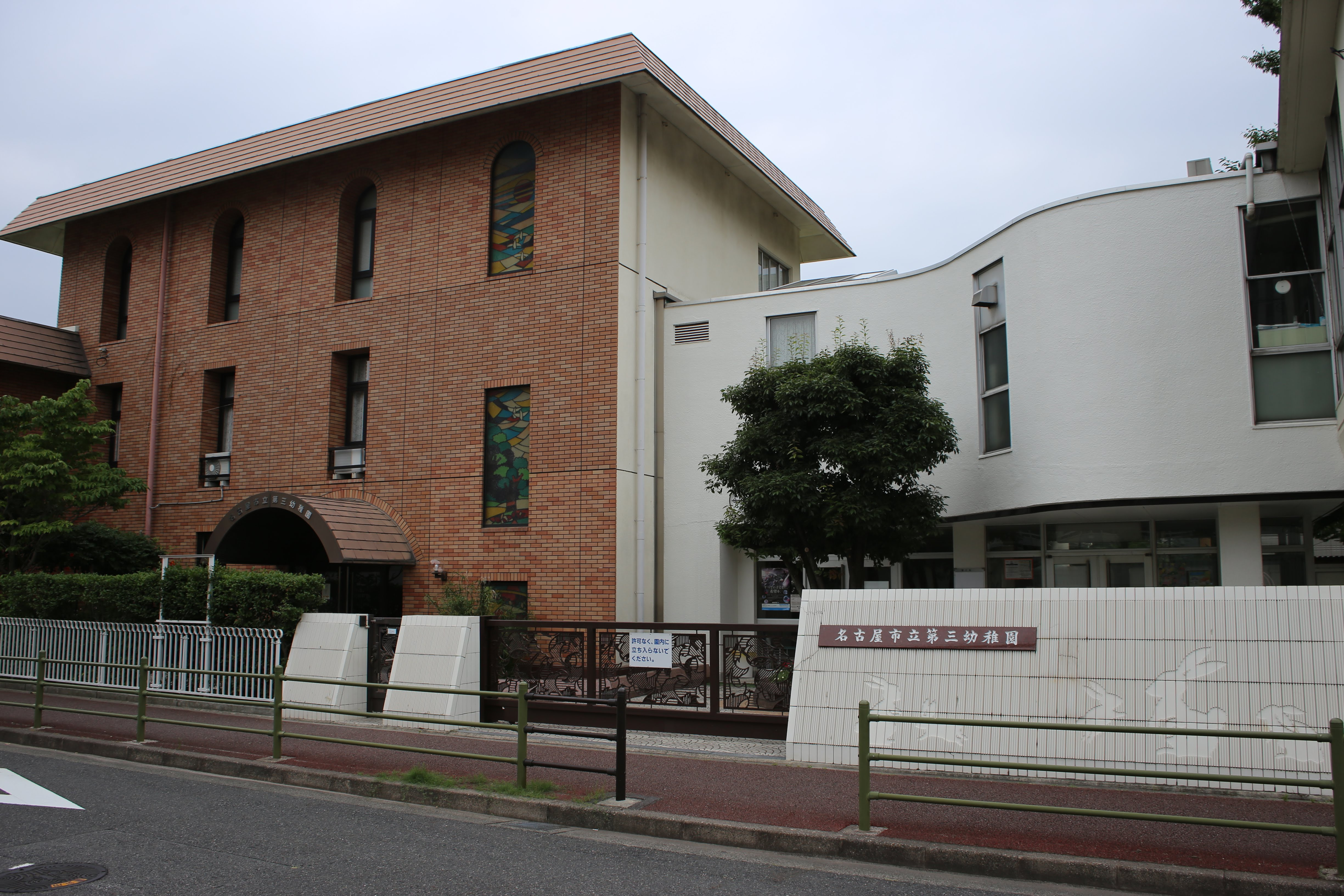
名古屋市立第三幼稚園（2017年7月）
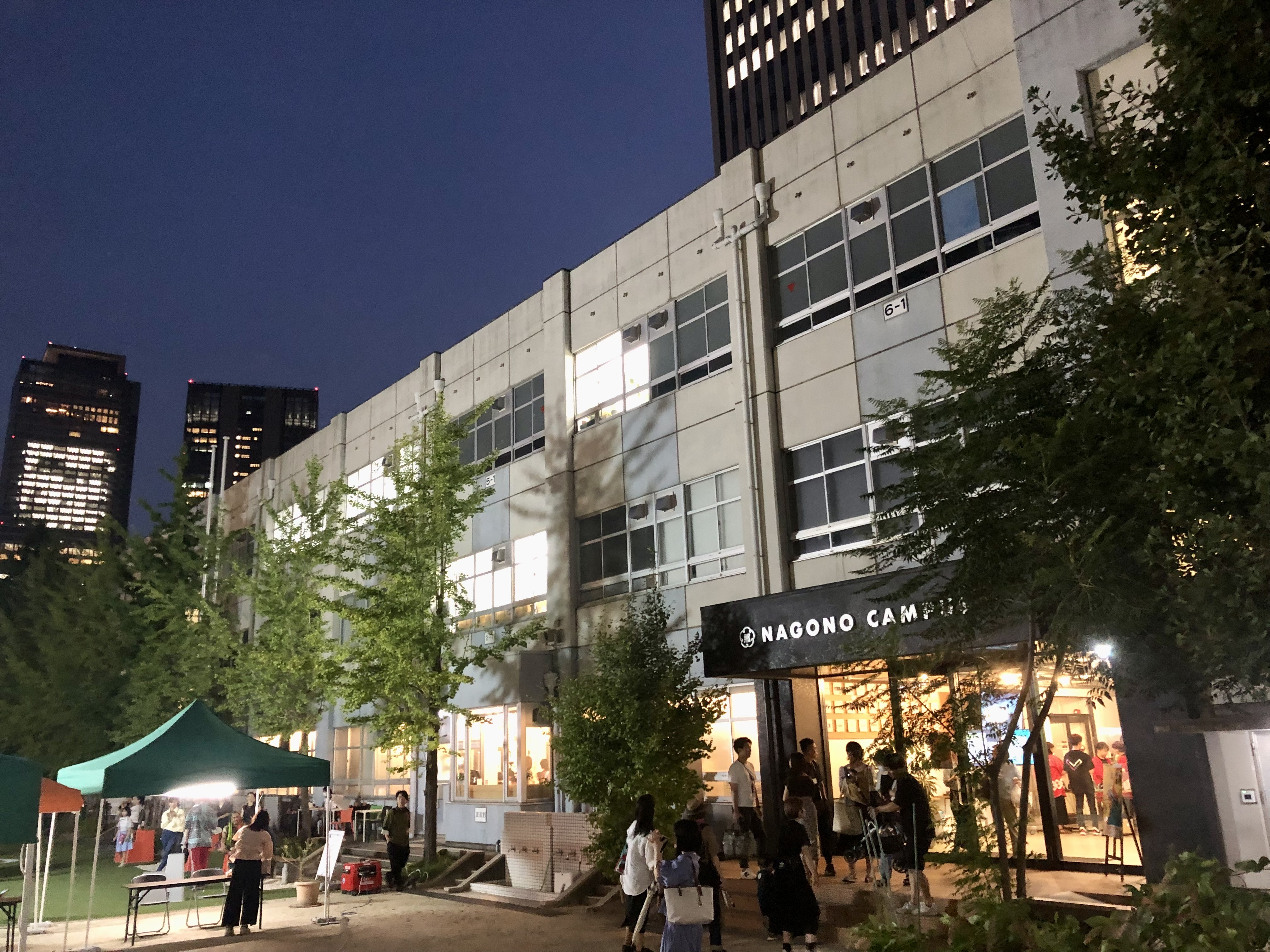
なごのキャンパス（2023年7月）

## 交通

### 鉄道
- 名古屋市営地下鉄桜通線国際センター駅

### バス
- 名古屋市営バス「那古野町」バス停

### 道路
- 名駅通（愛知県道68号名古屋津島線）
- 桜通（愛知県道68号名古屋津島線）
- 江川線（名古屋市道江川線）
- 外堀通（愛知県道200号名古屋甚目寺線）
- 菊井通（名古屋市道東志賀町線）

## その他

### 日本郵便
- 集配担当する郵便局は以下の通りである[WEB 14]。

| 区     | 町丁   | 郵便番号 | 郵便局         |
| ------ | ------ | -------- | -------------- |
| 中村区 | 那古野 | 450-0001 | 名古屋西郵便局 |
| 西区   | 那古野 | 451-0042 | 名古屋西郵便局 |